# Eskilstuna
Eskilstuna je grad i sjedište istoimene općine u Švedskoj županiji Södermanland.

## Stanovništvo
Prema podacima o broju stanovnika iz 2005. godine u gradu živi 60.185 stanovnika.

## Vanjske poveznice
- Službene stranice grada  Arhivirana inačica izvorne stranice od 2. svibnja 2007. (Wayback Machine)

### Ostali projekti
|  | Zajednički poslužitelj ima još gradiva o temi Eskilstuna |